# Amyris conzattii
Amyris conzattii là một loài thực vật có hoa trong họ Cửu lý hương. Loài này được Standl. mô tả khoa học đầu tiên năm 1923.